# Panico Alpinverlag
Der Panico Alpinverlag ist ein deutscher Verlag mit Sitz in Köngen, Baden-Württemberg.

## Geschichte
Achim Pasold begann 1980 im Selbstverlag Kletterführer für die Schwäbische Alb zu veröffentlichen und über regionale Sportgeschäfte und Buchhandlungen zu vertreiben. Im Jahr 1984 lernte er beim Klettern Nico Mailänder kennen, gemeinsam gründeten sie 1985 den Panico Alpinverlag. In den folgenden Jahren erweiterten sie das Verlagsprogramm um deutschlandweite und internationale Führer für Kletterer, Bergwanderer, Skifahrer und Mountainbiker. Außerdem verlegt Panico Lehrbücher, belletristische Literatur, Comics und Kalender zu diesen Themen.

## Veröffentlichungen (Auswahl)
- Bernd Arnold, Zwischen Schneckenhaus und Dom, 1999.
- Konrad Auer und Philipp Unteregelsbacher, Eiskletterführer Südtirol-Dolomiten, 2009.
- Otto Eidenschink, Steil und steinig. Ein nicht immer leichtes Bergsteigerleben, 1999.
- Michael Hoffmann, Sportklettern. Technik, Taktik, Sicherung, 2009.
- Jerry Moffatt, Rockgod – Das Leben einer Kletterlegende, 2011.
- Andreas Orgler, Klettern in den Stubaier Alpen und im Valsertalkessel, 1992.
- Robert Rauch, Wohin einer kommt, wenn er geht, 2001.
- Robert Steiner, Selig, wer in Träumen stirbt, 2002.